# 张曙时

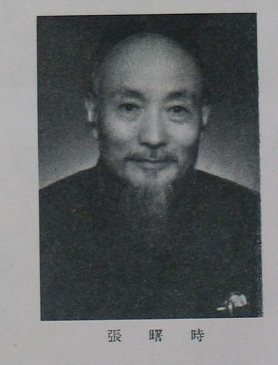
張曙時近照

张曙时（1884年11月—1971年1月18日），男，江苏睢宁人，中华民国、中华人民共和国政治人物。

## 生平
曾就读于睢宁高等学堂。1906年东渡日本留学，回国后在南京两江师范学校、法政学堂攻读法律。参加同盟会，后加入中国国民党。1924年加入中国共产党，参加南昌起义，被推选为中国国民党革命委员会委员，任党务委员会主席。1932年，再次加入中国共产党，促成方振武部同冯玉祥部联合抗日，被聘为察哈尔民众抗日同盟军第一军和第二军高级顾问。1938年11月，任中共川康特委统战部副部长，1940年，任中共中央西北局统战部副部长。1941年底，任陕甘宁边区政府法制室主任。第二次国共内战期间，担任华北人民政府人民监察院副院长。
中华人民共和国成立后任中央人民政府法制委员会副主席，最高人民法院西南分院副院长，西南政法委员会副主任，四川省政协副主席。